# Kystartilleristens glade Liv
Kystartilleristens glade Liv er en dansk stumfilm fra 1917 med ukendt instruktør.

## Handling
Denne artikel mangler et handlingsreferat. Hjælp os med at skrive det.